# Film

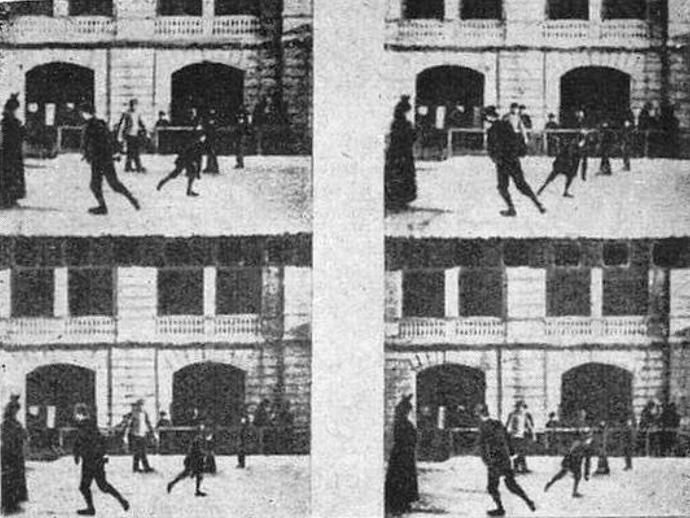
Cztery zachowane kadry pierwszego polskiego filmu Ślizgawka w Łazienkach nakręconego pleografem przez Kazimierza Prószyńskiego w Warszawie w latach 1894–1896

Film – seria następujących po sobie obrazów z dźwiękiem lub bez dźwięku, wyrażających określone treści, utrwalonych na nośniku wywołującym wrażenie ruchu. Utwór artystyczny wykorzystujący tę technikę, składający się ze scen, złożonych z jednego lub więcej ujęć. Pierwotnie filmy wyświetlano w kinach, po II wojnie światowej również w telewizji, w latach 80. pojawiły się wypożyczalnie wideo, w XXI wieku wraz z rozwojem szerokopasmowego dostępu do internetu oraz telefonii trzeciej generacji nastąpił rozkwit telewizji internetowej i usług typu VOD.

## Technika filmowa

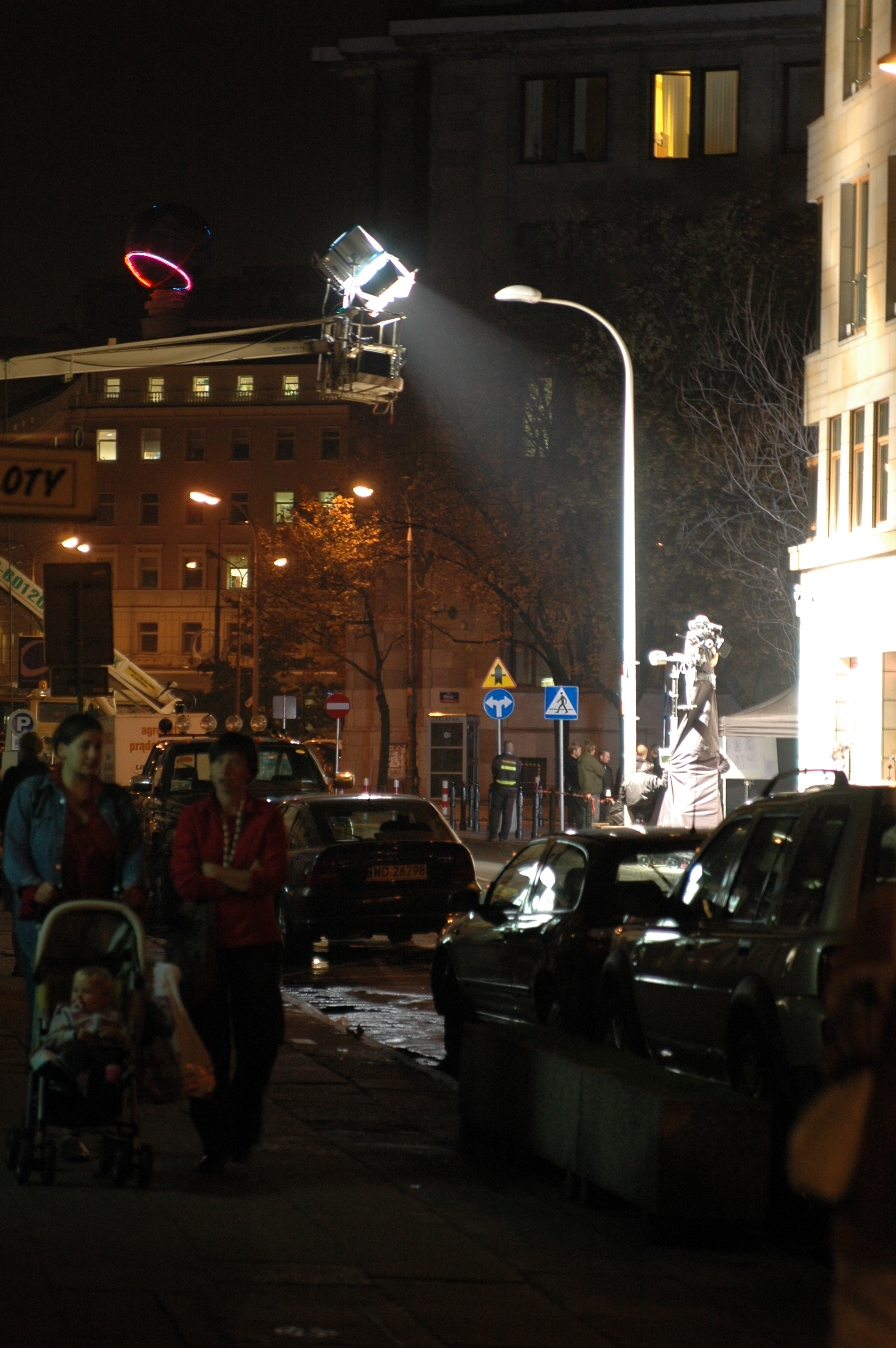
Produkcja filmu, Warszawa (2006)

### Nośniki
Na taśmie filmowej obraz jest zapisany w postaci pojedynczych kadrów, przesuwających się w projektorze kinowym ze zwyczajową prędkością 24 klatek na sekundę (w epoce kina niemego było to najczęściej 16 klatek na sekundę). Historia nośników filmowych sięga końca XIX wieku; w latach 1895–1896 powstało kilka niezależnych systemów projekcji filmów, co zapoczątkowało erę kinematografii opartej na taśmie filmowej.
Przełomowym momentem w historii sprzętu filmowego było wprowadzenie 35-milimetrowej taśmy filmowej, uznanej za standard w produkcji filmowej. Stosowano również do różnych zastosowań inne formaty jak 70 mm, 16 mm czy amatorski 8 mm. Od lat 70. XX wieku analogowy proces nagrywania filmów był wypierany przez kamery cyfrowe. Od lat 70. sama dystrybucja filmów częściowo przeniosła się na nośniki analogowe (VHS), a na przełomie XX i XXI – cyfrowe (DVD, Blu-ray). W przypadku wideo na życzenie dystrybucja odbywa się bez fizycznego nośnika, za pośrednictwem Internetu (nierzadko z użyciem zabezpieczeń DRM).

### Proporcje ekranu
Początkowo filmy wyświetlano na ekranach w formacie obrazu 4:3, czyli w proporcji 1,33:1 (podstawa 4, wysokość 3) – taki format przyjęto też dla ekranu telewizyjnego w pierwszych latach rozwoju tego medium. Po wprowadzeniu na taśmę filmową ścieżki dźwiękowej format standardowy to 1,37:1. W walce z rosnącą konkurencją telewizji w latach 50. XX wieku wynaleziono szeroki panoramiczny ekran (cinemascope). W kamerach i projektorach zastosowano obiektywy anamorfotyczne; ekran wydłużył się do proporcji 2,55:1. W latach 60. prowadzono tzw. cineramę z wykorzystaniem taśmy 70 mm, z ekranem w proporcjach 2,75:1. Taśma 70 mm znalazła zastosowanie przy wyświetlaniu obrazów trójwymiarowych w systemie IMAX. Ekran ma tu proporcje 1,43:1, a kadr jest ustawiony na taśmie poziomo, a nie pionowo jak na taśmie 35 mm. 
W kinematografii wykorzystuje się różne proporcje obrazu filmowego. Klasyczny format, nazywany standardem Akademii (jego nazwa wywodzi się od Amerykańskiej Akademii Sztuki i Wiedzy Filmowej, instytucji odpowiedzialnej za przyznawanie nagród Oscarów), charakteryzuje się proporcjami 1,375:1. Formaty kaszetowane osiągają proporcje 1,85:1 lub 1,66:1. Powstają poprzez zakrycie górnej i dolnej części klatki filmowej przy użyciu specjalnego elementu nazywanego kaszetą, co skutkuje poszerzeniem kadru w porównaniu ze standardem Akademii. Format panoramiczny (o proporcjach 2,35:1) uzyskuje się dzięki wykorzystaniu w kamerze oraz projektorze obiektywów anamorficznych, które kompresują obraz w trakcie nagrywania, aby następnie odtworzyć jego prawidłowe proporcje podczas wyświetlania.

### Rozwój technologiczny
Większość współczesnych filmów jest udźwiękowiona – to znaczy, że posiada dźwięk ściśle zsynchronizowany z obrazem. Dawniej, do początków lat 30. XX wieku, dominowały filmy nieme (pozbawione nagranej synchronizacji dźwięku z obrazem), w przypadku których jednak brak dźwięku kompensowano żywą muzyką symfoniczną wykonywaną w trakcie seansów.
W historii filmu istniało kilka momentów przełomowych. Do najważniejszych należały: wprowadzenie dźwięku, technik barwienia obrazu, różnych formatów ekranów (np. ekranu panoramicznego), filmów trójwymiarowych. Jednym z ostatnich przełomów było pojawienie się technologii cyfrowej zarówno przy efektach inscenizacyjnych, jak i przy rejestracji obrazu. Szeroko upowszechniły się metody trójwymiarowej animacji cyfrowej.

## Rodzaje filmów
Film to bardzo obszerna dziedzina i można ją podzielić na wiele sposobów. Podstawowy i najbardziej popularny z nich to podział na rodzaje. Trzy podstawowe rodzaje filmu to:
- film fabularny – aktorski film fikcji,
- film animowany – tworzony za pomocą klasycznych technik poklatkowych – rysunkowych lub przestrzennych (np. lalkowych i plastelinowych) lub animacji trójwymiarowej,
- film dokumentalny – film o treści niefikcyjnej, dokumentujący rzeczywistość.

Inne, często wyodrębniane rodzaje filmów:
- film oświatowy – dla celów dydaktyczno-instruktażowych,
- film eksperymentalny – utwór przynależący do tego rodzaju nie musi np. być oparty na scenariuszu, opowiadać historii, stosować powszechnie przyjętych zasad języka filmu, przyjmuje dwie podstawowe formy: abstrakcyjną lub asocjacyjną: w tej pierwszej opiera się w całości na właściwościach, jakie niesie ze sobą obraz (kolor, kształt), w drugiej zaś główną formą oddziaływania jest zestawianie rozmaitych elementów, niekiedy z pozoru do siebie nieprzystających, w celu wyrażenia autorskiej idei.
- film reklamowy – dla celów promocyjnych, handlowych.

Pojęcie filmu w społecznej świadomości najczęściej kojarzy się jednak z rozrywkowymi aktorskimi filmami fikcji nazywanymi też fabularnymi.
W zależności od długości filmy dzielą się na:
- krótkometrażowe – do 60 minut,
- pełnometrażowe – ponad 60 minut[18].

Dla telewizji powstają seriale telewizyjne złożone z wielu odcinków.